# Setsoto
Setsoto es un municipio local sudafricano situado en el distrito de Thabo Mofutsanyana, en la provincia de Estado Libre.

## Superficie
Setsoto tiene una superficie de 5431 km².

## Demografía
En 2022, tenía 127 918 habitantes, una densidad poblacional de 23,55 hab./km², y 36 471 viviendas.